# Vidlatá Seč
Vidlatá Seč je obec v okrese Svitavy v Pardubickém kraji. Žije zde 290 obyvatel.

## Historie
První písemná zmínka o obci pochází z roku 1167.
Roku 1347 připadla obec litomyšlskému biskupovi. Ten ji v roce 1412 osvobodil od odúmrti. V roce 1398 převzal svobodnou rychtu litomyšlský biskup. Rychtářem zde byl Jan Jílkův, jenž roku 1417 byl již mrtev.
19. června 1405 proběhlo soudní jednání ve sporu o dědictví po Štěpánovi z Vidlaté Seče. Klimeš z Seče, je v roce 1413 uváděn jako purkmistr města Litomyšle.
Z roku 1790 pocházela stará selská chalupa č. 50. Budova obecné školy pocházela z roku 1795.
Katastrální plocha obce čítala (r. 1929) 610.49 ha. Žilo zde 503 obyvatel v 82 domech. Většina obyvatel byla české národnosti (498) dále následovala německá národnost (4) a jiná (1). 474 občanů vyznávalo římskokatolické náboženství dále v obci žilo 13 občanů československého vyznání, 9 občanů českobratrského evangelického vyznání a 7 lidí bez vyznání. 
Mezi Makovem a Vidlatou Sečí byly velké školky, založené V. Limberským. (r. 1929)
Obecná škola s českým jazykem vyučovacím zde začala působit od 1. poloviny 19. století. Od roku 1944 do konce druhé světové války se mnoho obyvatel Vidlaté Seče podílelo na protiválečném odboji. Jako základnu si ji také vybral začátkem roku 1945 vzniklý partyzánský oddíl Stalin, což připomíná i pamětní deska na domě ve středu obce. Roku 1983 obec postihly tři velké povodně (23. dubna, 29. dubna. a 4. května), voda pronikla do několika domů. V letech 1984/1985 byla vybudována nová prodejna.
Zápis v kronice Vidlatá Seč:
„Hasičský sbor slaví 110 let a rovněž uplynulo 200 let od počátku vyučování v naší obci. Oslava se konala v sobotu 17. června 1995. Za účasti okresních hasičských sborů proběhlo hasičské cvičení okrsku Dolní Újezd. U příležitosti oslav 200 let počátku vyučování, otevřela se škola k prohlídce pro všechny účastníky slavnosti. Ve třídách se konala výstavka fotografií žáků z let minulých… Počátky výuky jsou v kovárně v sousedním Makově. Dále se této záslužné práce ujal Václav Bulva - zedník a vysloužilý voják, který vyučoval r. 1795 v chalupě na louce k Chotěnovu. Dále zde byli učitelé Bouše, Josef Padrta jedni z prvních“.

## Obyvatelstvo
| Rok            | 1869 | 1880 | 1890 | 1900 | 1910 | 1921 | 1930 | 1950 | 1961 | 1970 | 1980 | 1991 | 2001 | 2011 | 2021 |
| -------------- | ---- | ---- | ---- | ---- | ---- | ---- | ---- | ---- | ---- | ---- | ---- | ---- | ---- | ---- | ---- |
| Počet obyvatel | 529  | 536  | 524  | 506  | 525  | 503  | 490  | 346  | 340  | 295  | 293  | 310  | 298  | 273  | 292  |
| Počet domů     | 83   | 85   | 86   | 82   | 82   | 82   | 85   | 89   | 85   | 83   | 86   | 104  | 109  | 108  | 110  |

## Přírodní podmínky
Obec se nachází vzdušnou čarou přibližně 8 km jihozápadně od města Litomyšl. Rozsah nadmořských výšek katastru činí asi 380–496 m n. m. V geologickém podkladu převažují opuky křídového stáří. Na plošinách je obvykle překrývají sprašové hlíny naváté v dobách ledových během pleistocénu. Tyto hlíny se težily jako cihlářská surovina v lese mezi obcí a osadou Václavky ještě v první polovině 20. století. Obec se nachází v povodí řeky Loučné (úmoří Severního moře). Z povrchových vod se u hlavní silnice v obci nalézá požární nádrž. Potok protékající intravilánem byl v minulosti zatrubněn a na povrch vystupuje až u zemědělského areálu na východním okraji obce. Klima je mírně teplé, dlouhodobě s průměrnými ročními teplotami 7–8 °C a srážkovými úhrny okolo 700 mm. Lesní celky v katastru tvoří téměř výhradně smrkové monokultury s chudým podrostem. Místy jsou v nich vtroušeny duby letní a jedle, na kterých zde často cizopasí jmelí bílé jedlové. Ojediněle se zachovaly fragmenty květnatých listnatých lesů na svazích nad silnicí na Chotěnov, v podrostu najdeme hruštici jednostrannou, okroticí bílou, sasanku hajní, prvosenku vyšší a žindavu evropskou. Mimo intravilán jinak převládají rozsáhlá pole s výskytem hojnějších plevelů jako chrpa modrá, mák vlčí, mák polní, nepatrnec rolní a prlina rolní. Zbytky sečených luk hostí m.j. kopretinu bílou, kohoutek luční, šťovík kyselý nebo biku ladní. Ze vzácnějších druhů typických pro venkovské osídlení se v obci dosud vyskytuje sporýš lékařský.

## Obecní správa

### Obecní symboly
Znak a vlajka byly obci uděleny rozhodnutím předsedy Poslanecké sněmovny Parlamentu České republiky dne 27. ledna 1997.

## Pamětihodnosti
- Venkovská usedlost na severní straně návsi
- Kaplička na Malé Straně
- Památník obětem I. světové války

## Galerie

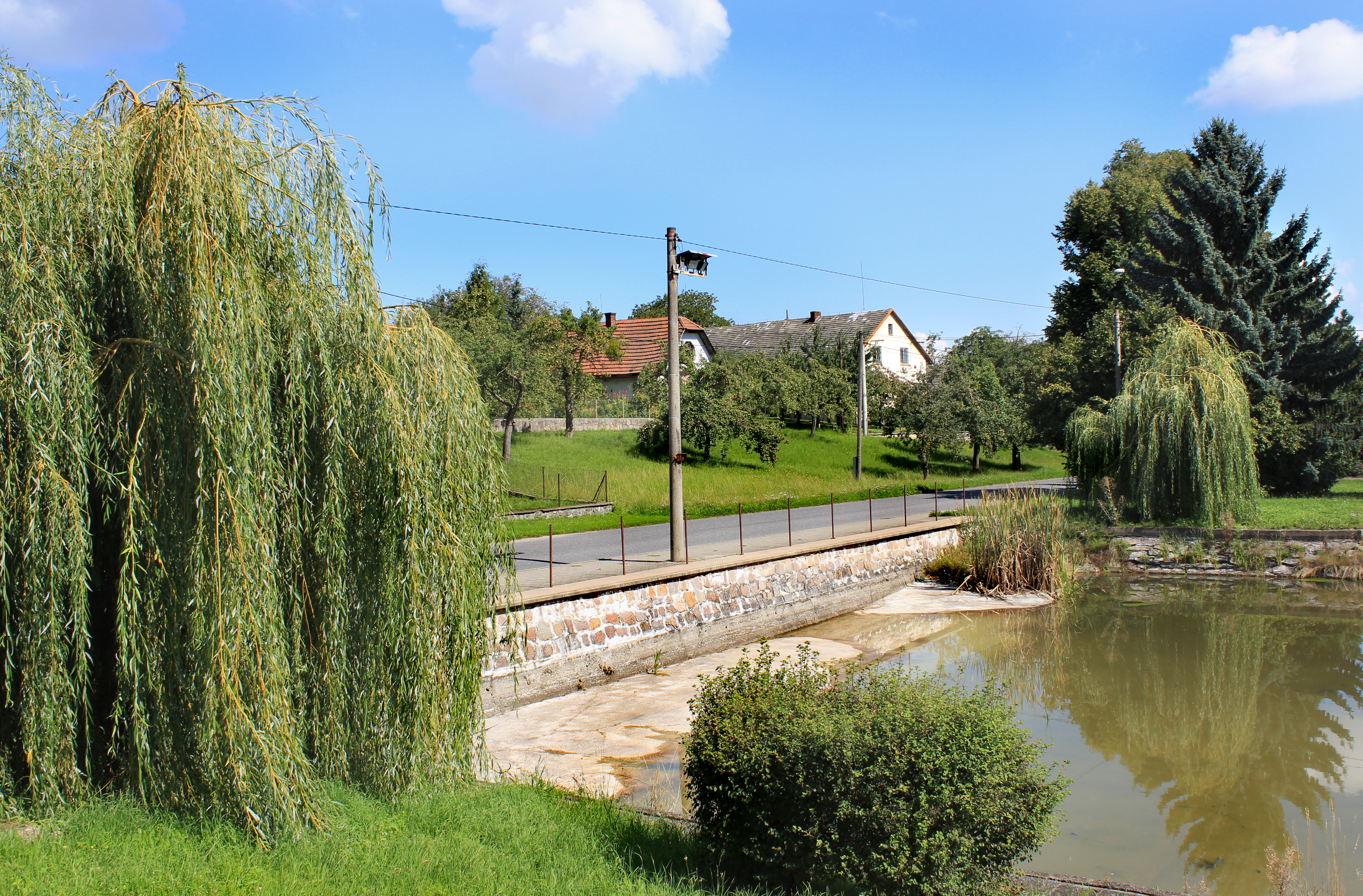
Náves s rybníkem
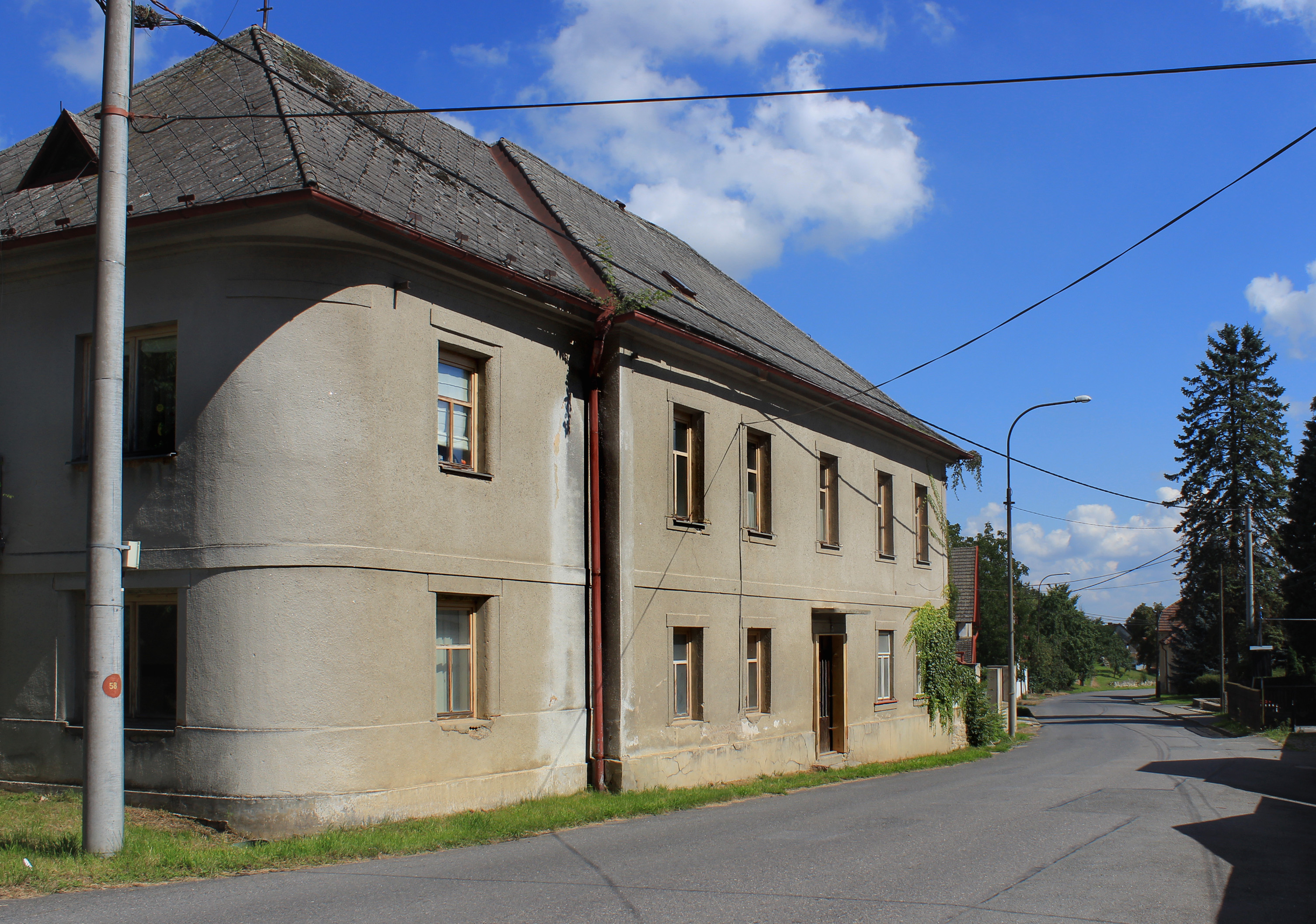
Městský dům u hlavní silnice
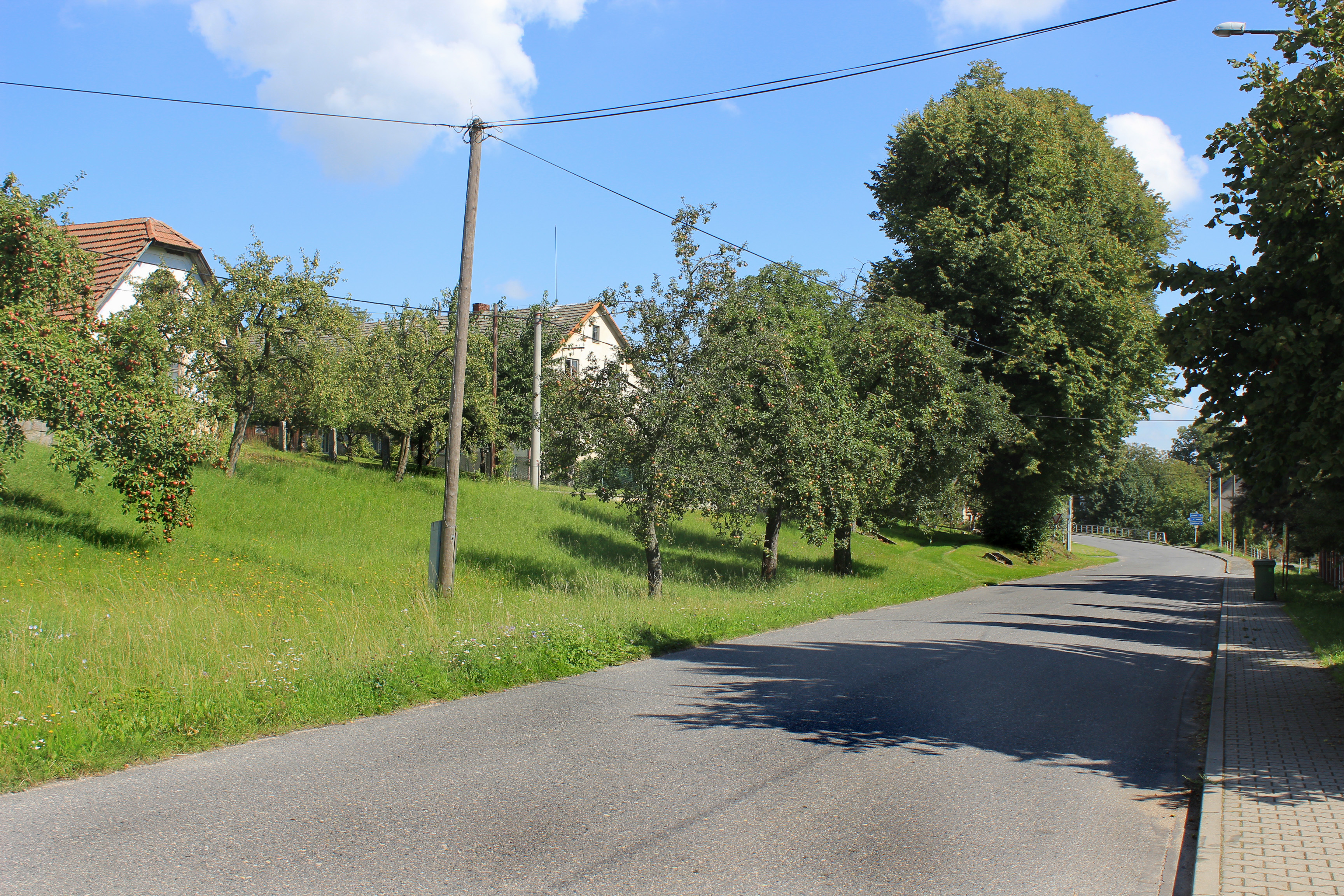
Východní část obce